# Hanwha Ocean
Daewoo Shipbuilding & Marine Engineering Co., Ltd. (DSME, кор. 대우조선해양) — південнокорейська суднобудівна компанія. Посідає друге місце у рейтингу найбільших світових суднобудівних компаній після Hyundai Heavy Industries. Входить до «Великої трійки» суднобудівників Південної Кореї (разом з Hyundai Heavy Industries та Samsung Heavy Industries).

## Історія
21 лютого 2011 року A. P. Moller-Maersk Group (Maersk) замовила у DSME 10 великих контейнеровозів місткістю 18 000 контейнерів кожен, що перевершило тодішнього рекордсмена; Mærsk E-class на 15 200 контейнерів. Вартість контракту становить 1,9 млрд доларів. Перший мав бути поставлений у 2014 році. У червні 2011 року Maersk замовила ще десять за ще 1,9 мільярда доларів. Новий клас називається класом Triple E-class.
20 грудня 2011 року Daewoo Shipbuilding Marine Engineering виграла найбільший оборонний контракт корейської фірми на будівництво трьох індонезійських підводних човнів вартістю 1,07 мільярда доларів. Це також стане першим експортом підводних човнів з Південної Кореї.
22 лютого 2012 року Міністерство оборони Великої Британії для Королівського допоміжного флоту розмістило у DSME замовлення на чотири швидкісні танкери MARS вагою 37 000 тонн з подвійними корпусами. Кораблі введені в експлуатацію в 2017 році.
Підприємство будує 15 Газовозів криголамів/танкерів на замовлення Ямал СПГ, які будуть використовуватися для експорту скрапленого природного газу з російської Арктики. Кожен криголам/танкер призначений для цілорічної експлуатації з півострова Ямал і для розбивання льоду товщиною до 2,5 метрів. Танкери були розроблені у Фінляндії компанією Aker Arctic Technology Inc.
15 червня 2016 року Рада з аудиту та інспекції Південної Кореї виявила 1,5 трлн. південнокорейських вон (що еквівалентно 1,53 трлн. південнокорейських вон або 1,35 мільярда доларів США у 2017 році) бухгалтерського шахрайства в книгах DSME 15 червня 2016 року. У липні 2016 року акції DSME були припинені з торгів, і було оголошено про призупинення принаймні до 28 вересня 2017 року. Після збитків у розмірі 3,3 трлн південнокорейських вон у 2015 році та 2,7 трлн вон у 2016 році, у березні 2017 року йому було надано 2,9 трлн. вон (або 2,57 мільярда доларів США) державний кредит для запобігання банкрутству.
У 2017 році було виявлено, що Північна Корея, можливо, зламала компанію та вкрала креслення компанії в квітні 2016 року.